# Afromevesia scopatus
Afromevesia scopatus là một loài tò vò trong họ Ichneumonidae.